# Julián Segundo de Agüero
Julián Segundo de Agüero (Buenos Aires, mayo de 1776 - Montevideo, junio de 1851) fue un sacerdote y político argentino, de activa participación en el Partido Unitario durante la década de 1820.

## Biografía
Estudió en el Real Colegio de San Carlos, y obtuvo la licenciatura en filosofía, y en teología, además de doctorado en derecho, en la Universidad Mayor Real y Pontificia San Francisco Xavier de Chuquisaca.
De regreso en Buenos Aires se negó a ejercer como sacerdote, y fue empleado de la Real Audiencia de Buenos Aires. Hacia 1805 retomó la vida religiosa; era cura de la Catedral de Buenos Aires cuando estalló la Revolución de Mayo: fue invitado al cabildo abierto del 22 de mayo, pero se retiró sin votar.
Era un gran orador, persuasivo y de agradable voz. No participó en absoluto en política ni se comprometió con la causa de la Revolución hasta que le tocó hacer un discurso público el 25 de mayo de 1817 en la Catedral. Ese discurso llamó la atención del partido directorial, que lo unió a su causa por su habilidad oratoria.
Sólo entró de lleno en la política al ser elegido diputado provincial en 1821, ocasión en que fue de los más entusiastas opositores al proyecto de Convención Constituyente del gobernador cordobés Juan Bautista Bustos. La presión porteña al Congreso – que llegó a iniciar sus sesiones – llevó a su fracaso. También se opuso de todas las formas posibles a enviar ayuda a la expedición del general José de San Martín al Perú. Durante un largo período presidió la legislatura bonaerense.
Convocado el Congreso General de 1824, fue elegido diputado nacional por el partido unitario de la provincia de Buenos Aires. Participó en todas las discusiones, siendo el abanderado del porteñismo contra los representantes de las provincias. Sostuvo una apasionada discusión sobre los verdaderos autores de la Revolución de Mayo, en la cual – contra la opinión de Juan Ignacio Gorriti y Juan José Paso, activos participantes de la misma – apoyó la idea de que sólo el partido de Mariano Moreno debía recibir ese honor.
Apoyó la Guerra del Brasil, aunque generalmente se cree que fue debido a los beneficios internos que podría obtener Buenos Aires de la dirección de la campaña militar.
Fue el autor de la ley que nombró un Presidente de la República sin una constitución que definiese sus alcances y responsabilidades; apoyó para el cargo a Bernardino Rivadavia, pese a que no era un aliado permanente de éste. En premio, Rivadavia lo nombró su Ministro de Gobierno. Sostuvo la causa del presidente desde el periódico oficial, "El Nacional". Entre sus posturas polémicas, rechazaba la acción política del Partido Federal, y aun cuando éste ganara elecciones consideraba que no tenía derecho a participar en el gobierno. Entre sus adversarios de peleas periodísticas, sobresalían los dos jefes del Partido Federal porteño, Manuel Dorrego y Manuel Moreno.
Organizó la duplicación número de los diputados de cada provincia al Congreso, incorporando inmediatamente a los porteños, que fueron elegidos antes y estaban en la misma ciudad. Mientras que muchos de los diputados del interior tardarían meses en llegar, los unitarios porteños obtuvieron una mayoría favorable durante un tiempo, uniendo a su causa a algunos diputados unitarios del interior; durante ese período se sancionó la Constitución Argentina de 1826, de claro tinte unitario. 
Aunque el Ejército Argentino obtuvo varias importantes victorias en la guerra contra el Brasil, el bloqueo naval de la escuadra enemiga perjudicó severamente la economía del gobierno nacional, y especialmente de la ciudad de Buenos Aires. Por ello, cuando el presidente Rivadavia envió a Manuel José García a Río de Janeiro a negociar el final de la guerra, le dio instrucciones de conseguirla a cualquier precio. El resultado fue la Convención Preliminar de Paz, que entregaba la Banda Oriental al Imperio del Brasil. Cuando García llegó de regreso a Buenos Aires y la opinión pública rechazó airadamente el tratado, acompañó al presidente Rivadavia en su rechazo al mismo.

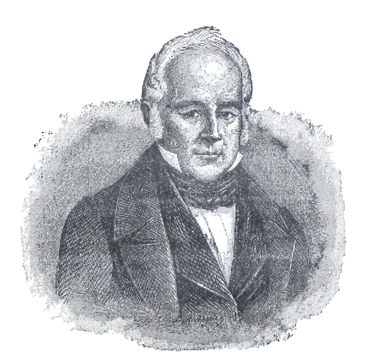
Retrato de Julián Segundo de Agüero

Tras la renuncia de Rivadavia – causada por la Convención Preliminar de Paz en cuyo resultado había tenido participación – Agüero continuó en su cargo de ministro con sus sucesores, Vicente López y Planes. El gobernador Dorrego lo nombró su Ministro de Hacienda, cargo que aprovechó para desprestigiar al líder federal. Dorrego le pidió la renuncia, a lo que Agüero se negó, de modo que lo expulsó de su cargo. Denunció este hecho en la prensa como un ataque a las "libertades públicas".
Colaboró activamente en la conspiración y en la revolución dirigida por Juan Lavalle el 1 de diciembre de 1828, y presidió una asamblea de partidarios unitarios, que – reunidos en una capilla – se arrogaron la representación del pueblo y eligieron gobernador a Lavalle.
Derrotado Dorrego en la batalla de Navarro, y capturado, Agüero, Juan Cruz Varela y Salvador María del Carril convencieron a Lavalle de fusilarlo. Tras el fusilamiento de Dorrego – por el que Lavalle asumió personalmente la responsabilidad – formó parte del gobierno unitario.
Tras la derrota unitaria a manos de los federales de Juan Manuel de Rosas, huyó a Montevideo. Allí escribió copiosamente contra el nuevo líder porteño.
En 1835 dejó definitivamente los hábitos; aunque hacía más de quince años que no celebraba misa. El historiador Alcibíades Lappas afirma que Agüero pertenecía a una logia masónica.
Por un tiempo fue presidente de la "Comisión Argentina" de Emigrados en Montevideo, y su participación, junto con la de Juan Bautista Alberdi, fue crucial para decidir al general Lavalle a unirse a ellos y a Francia en la guerra contra Rosas. Cuando Lavalle finalmente se decidió a apoyar la revolución de los Libres del Sur en la provincia de Buenos Aires, lo convenció de desviarse hacia la provincia de Entre Ríos; esa decisión determinó el completo fracaso de los Libres del Sur.
Durante la campaña del segundo ejército correntino contra Rosas, en 1840 acompañó al general José María Paz hasta Punta Gorda. Allí convenció a Lavalle de invadir Buenos Aires.
Falleció en Montevideo en junio de 1851.